# Női kézilabdatorna a 2020. évi nyári olimpiai játékokon
A 2020. évi nyári olimpiai játékokon a női kézilabdatornát július 25. és augusztus 8. között rendezték. A tornán 12 csapat vett részt. Minden mérkőzést Tokióban, a Jojogi Nemzeti Sportcsarnokban játszottak.
Eredetileg 2020-ban tartották volna az eseményt, de 2020. tavaszán az olimpiát egy évvel elhalasztották a COVID-19 járvány miatt. A címvédő az orosz válogatott volt. A tornát a francia válogatott nyerte története során először.

## Résztvevők
| Esemény                                       | Dátum                   | Helyszín      | Kvóta | Kvalifikált csapatok                                              |
| --------------------------------------------- | ----------------------- | ------------- | ----- | ----------------------------------------------------------------- |
| Rendező                                       | -                       | -             | 1     | Japán (JPN)                                                       |
| 2018-as Európa-bajnokság                      | 2018. december 16.      | Franciaország | 1     | Franciaország (FRA)                                               |
| 2019-es világbajnokság                        | 2019. december 15.      | Japán         | 1     | Hollandia (NED)                                                   |
| 2019-es afrikai olimpiai selejtező            | 2019. szeptember 26-29. | Szenegál      | 1     | Angola (ANG)                                                      |
| 2019-es ázsiai olimpiai selejtező             | 2019. szeptember 29.    | Kína          | 1     | Dél-Korea (KOR)                                                   |
| 2019-es Pánamerika-bajnokság                  | 2019. július 30.        | Peru          | 1     | Brazília (BRA)                                                    |
| 2020-as női kézilabda olimpiai selejtezőtorna | 2021. március 19-21.    | Spanyolország | 2     | Spanyolország (ESP) · Svédország (SWE)                            |
| 2020-as női kézilabda olimpiai selejtezőtorna | 2021. március 19-21.    | Magyarország  | 2     | Az Orosz Olimpiai Bizottság versenyzői (ROC) · Magyarország (HUN) |
| 2020-as női kézilabda olimpiai selejtezőtorna | 2021. március 19-21.    | Montenegró    | 2     | Montenegró (MNE) · Norvégia (NOR)                                 |
| Összesen                                      |                         |               | 12    |                                                                   |

## Sorsolás
2021. március 21-én befejeződtek a selejtezőtornák, így a 12 csapattal teljes lett a létszám az olimpiai tornára. A válogatottakat 6 kalapba osztották be.
| Kalap     | Csapatok                 |
| --------- | ------------------------ |
| 1. kalap: | Hollandia, Spanyolország |
| 2. kalap: | Oroszország, Montenegró  |
| 3. kalap: | Norvégia, Magyarország   |
| 4. kalap: | Svédország, Japán        |
| 5. kalap: | Franciaország, Dél-Korea |
| 6. kalap: | Angola, Brazília         |

Az IHF 2021. április 1-jén elkészítette az A- és a B-csoport beosztását. Elsőként a 6., majd az 5., a 3., a 2. és az 1. kalap csapatait sorsolták ki. Ezután a házigazda Japán kiválasztotta, hogy az A-csoportban kíván szerepelni. Végül Svédország került be az utolsó kimaradt helyre a B-csoportban.
Az A- és B-csoportból egyaránt a legjobb négy válogatott jut tovább a kieséses szakaszba.

## Csoportkör
A mérkőzések kezdési időpontjai helyi idő szerint (UTC+9), zárójelben magyar idő szerint olvashatóak (UTC+2).

### A csoport
| Hely. | Csapat           | M | Gy | D | V | G+  | G–  | Gk  | P  | Továbbjutás |
| ----- | ---------------- | - | -- | - | - | --- | --- | --- | -- | ----------- |
| 1.    | Norvégia (NOR)   | 5 | 5  | 0 | 0 | 170 | 123 | +47 | 10 | Negyeddöntő |
| 2.    | Hollandia (NED)  | 5 | 4  | 0 | 1 | 169 | 143 | +26 | 8  | Negyeddöntő |
| 3.    | Montenegró (MNE) | 5 | 2  | 0 | 3 | 139 | 142 | −3  | 4  | Negyeddöntő |
| 4.    | Dél-Korea (KOR)  | 5 | 1  | 1 | 3 | 147 | 165 | −18 | 3  | Negyeddöntő |
| 5.    | Angola (ANG)     | 5 | 1  | 1 | 3 | 130 | 156 | −26 | 3  |             |
| 6.    | Japán (JPN) (R)  | 5 | 1  | 0 | 4 | 124 | 150 | −26 | 2  |             |

1. 1 2  Dél-Korea 31–31 Angola

| 2021. július 25. 9:00 (2:00) | Hollandia (NED) | 32–21       | Japán (JPN) | Jojogi Nemzeti Sportcsarnok, Tokió Játékvezetők: García, Paolantoni (ARG) |
| 2021. július 25. 9:00 (2:00) | Abbingh 7       | (18–10)     | Fudzsii 5   | Jojogi Nemzeti Sportcsarnok, Tokió Játékvezetők: García, Paolantoni (ARG) |
| 2021. július 25. 9:00 (2:00) | 2×              | Jegyzőkönyv | 3× 1×       | Jojogi Nemzeti Sportcsarnok, Tokió Játékvezetők: García, Paolantoni (ARG) |

| 2021. július 25. 14:15 (7:15) | Montenegró (MNE) | 33–22       | Angola (ANG) | Jojogi Nemzeti Sportcsarnok, Tokió Játékvezetők: Alpaidze, Berezkina (RUS) |
| 2021. július 25. 14:15 (7:15) | Radičević 12     | (20–10)     | Fonseca 6    | Jojogi Nemzeti Sportcsarnok, Tokió Játékvezetők: Alpaidze, Berezkina (RUS) |
| 2021. július 25. 14:15 (7:15) | 3× 2×            | Jegyzőkönyv | 5×           | Jojogi Nemzeti Sportcsarnok, Tokió Játékvezetők: Alpaidze, Berezkina (RUS) |

| 2021. július 25. 16:15 (9:15) | Norvégia (NOR) | 39–27       | Dél-Korea (KOR)         | Jojogi Nemzeti Sportcsarnok, Tokió Játékvezetők: Bonaventura, Bonaventura (FRA) |
| 2021. július 25. 16:15 (9:15) | Brattset 11    | (18–10)     | Sim Hein (Sim Hae-in) 5 | Jojogi Nemzeti Sportcsarnok, Tokió Játékvezetők: Bonaventura, Bonaventura (FRA) |
| 2021. július 25. 16:15 (9:15) | 5×             | Jegyzőkönyv | 2× 1×                   | Jojogi Nemzeti Sportcsarnok, Tokió Játékvezetők: Bonaventura, Bonaventura (FRA) |

| 2021. július 27. 9:00 (2:00) | Japán (JPN)     | 29–26       | Montenegró (MNE) | Jojogi Nemzeti Sportcsarnok, Tokió Játékvezetők: Alpaidze, Berezkina (RUS) |
| 2021. július 27. 9:00 (2:00) | Hara, Ikehara 6 | (14–13)     | Brnović 6        | Jojogi Nemzeti Sportcsarnok, Tokió Játékvezetők: Alpaidze, Berezkina (RUS) |
| 2021. július 27. 9:00 (2:00) | 8× 1×           | Jegyzőkönyv | 3× 2×            | Jojogi Nemzeti Sportcsarnok, Tokió Játékvezetők: Alpaidze, Berezkina (RUS) |

| 2021. július 27. 16:15 (9:15) | Dél-Korea (KOR)       | 36–43       | Hollandia (NED) | Jojogi Nemzeti Sportcsarnok, Tokió Játékvezetők: Lah, Sok (SLO) |
| 2021. július 27. 16:15 (9:15) | Ju Unhi (Yu Eunhi) 10 | (15–19)     | Abbingh 6       | Jojogi Nemzeti Sportcsarnok, Tokió Játékvezetők: Lah, Sok (SLO) |
| 2021. július 27. 16:15 (9:15) | 2× 1×                 | Jegyzőkönyv | 7× 2×           | Jojogi Nemzeti Sportcsarnok, Tokió Játékvezetők: Lah, Sok (SLO) |

| 2021. július 27. 19:30 (12:30) | Angola (ANG)      | 21–30       | Norvégia (NOR) | Jojogi Nemzeti Sportcsarnok, Tokió Játékvezetők: García, Paolantoni (ARG) |
| 2021. július 27. 19:30 (12:30) | Guialo, Kassoma 6 | (10–15)     | Solberg 7      | Jojogi Nemzeti Sportcsarnok, Tokió Játékvezetők: García, Paolantoni (ARG) |
| 2021. július 27. 19:30 (12:30) | 4×                | Jegyzőkönyv | 3× 2×          | Jojogi Nemzeti Sportcsarnok, Tokió Játékvezetők: García, Paolantoni (ARG) |

| 2021. július 29. 9:00 (2:00) | Hollandia (NED) | 37–28       | Angola (ANG) | Jojogi Nemzeti Sportcsarnok, Tokió Játékvezetők: El-Saied, El-Saied (EGY) |
| 2021. július 29. 9:00 (2:00) | van Wetering 7  | (17–15)     | Guialo 8     | Jojogi Nemzeti Sportcsarnok, Tokió Játékvezetők: El-Saied, El-Saied (EGY) |
| 2021. július 29. 9:00 (2:00) | 1× 1×           | Jegyzőkönyv | 5×           | Jojogi Nemzeti Sportcsarnok, Tokió Játékvezetők: El-Saied, El-Saied (EGY) |

| 2021. július 29. 14:15 (7:15) | Japán (JPN) | 24–27       | Dél-Korea (KOR)      | Jojogi Nemzeti Sportcsarnok, Tokió Játékvezetők: Kurtagic, Wetterwik (SWE) |
| 2021. július 29. 14:15 (7:15) | Kondó 7     | (11–12)     | Ju Unhi (Yu Eunhi) 9 | Jojogi Nemzeti Sportcsarnok, Tokió Játékvezetők: Kurtagic, Wetterwik (SWE) |
| 2021. július 29. 14:15 (7:15) | 3× 1×       | Jegyzőkönyv | 3×                   | Jojogi Nemzeti Sportcsarnok, Tokió Játékvezetők: Kurtagic, Wetterwik (SWE) |

| 2021. július 29. 16:15 (9:15) | Montenegró (MNE) | 23–35       | Norvégia (NOR)  | Jojogi Nemzeti Sportcsarnok, Tokió Játékvezetők: Bonaventura, Bonaventura (FRA) |
| 2021. július 29. 16:15 (9:15) | Radičević 6      | (13–13)     | Mørk, Reistad 7 | Jojogi Nemzeti Sportcsarnok, Tokió Játékvezetők: Bonaventura, Bonaventura (FRA) |
| 2021. július 29. 16:15 (9:15) | 3× 2×            | Jegyzőkönyv | 3×              | Jojogi Nemzeti Sportcsarnok, Tokió Játékvezetők: Bonaventura, Bonaventura (FRA) |

| 2021. július 31. 9:00 (2:00) | Angola (ANG)    | 28–25       | Japán (JPN) | Jojogi Nemzeti Sportcsarnok, Tokió Játékvezetők: García, Paolantoni (ARG) |
| 2021. július 31. 9:00 (2:00) | három játékos 5 | (15–13)     | Hara 6      | Jojogi Nemzeti Sportcsarnok, Tokió Játékvezetők: García, Paolantoni (ARG) |
| 2021. július 31. 9:00 (2:00) | 2× 1×           | Jegyzőkönyv | 1× 1×       | Jojogi Nemzeti Sportcsarnok, Tokió Játékvezetők: García, Paolantoni (ARG) |

| 2021. július 31. 11:00 (4:00) | Montenegró (MNE) | 28–26       | Dél-Korea (KOR)              | Jojogi Nemzeti Sportcsarnok, Tokió Játékvezetők: El-Saied, El-Saied (EGY) |
| 2021. július 31. 11:00 (4:00) | Radičević 6      | (13–11)     | I Migjong (Lee Mi-gyeong) 10 | Jojogi Nemzeti Sportcsarnok, Tokió Játékvezetők: El-Saied, El-Saied (EGY) |
| 2021. július 31. 11:00 (4:00) | 4× 2×            | Jegyzőkönyv | 3×                           | Jojogi Nemzeti Sportcsarnok, Tokió Játékvezetők: El-Saied, El-Saied (EGY) |

| 2021. július 31. 21:30 (14:30) | Norvégia (NOR) | 29–27       | Hollandia (NED) | Jojogi Nemzeti Sportcsarnok, Tokió Játékvezetők: Alpaidze, Berezkina (RUS) |
| 2021. július 31. 21:30 (14:30) | Mørk 9         | (16–13)     | Smits 7         | Jojogi Nemzeti Sportcsarnok, Tokió Játékvezetők: Alpaidze, Berezkina (RUS) |
| 2021. július 31. 21:30 (14:30) | 2×             | Jegyzőkönyv | 3×              | Jojogi Nemzeti Sportcsarnok, Tokió Játékvezetők: Alpaidze, Berezkina (RUS) |

| 2021. augusztus 2. 9:00 (2:00) | Dél-Korea (KOR)                                       | 31–31       | Angola (ANG) | Jojogi Nemzeti Sportcsarnok, Tokió Játékvezetők: Bonaventura, Bonaventura (FRA) |
| 2021. augusztus 2. 9:00 (2:00) | Csong Jura (Jeong Yu-ra), Kang Unhje (Kang Eun-hye) 7 | (16–17)     | Guialo 8     | Jojogi Nemzeti Sportcsarnok, Tokió Játékvezetők: Bonaventura, Bonaventura (FRA) |
| 2021. augusztus 2. 9:00 (2:00) |                                                       | Jegyzőkönyv | 7×           | Jojogi Nemzeti Sportcsarnok, Tokió Játékvezetők: Bonaventura, Bonaventura (FRA) |

| 2021. augusztus 2. 19:30 (12:30) | Hollandia (NED)   | 30–29       | Montenegró (MNE) | Jojogi Nemzeti Sportcsarnok, Tokió Játékvezetők: Fonseca, Santos (POR) |
| 2021. augusztus 2. 19:30 (12:30) | Van der Heijden 5 | (17–12)     | Radičević 8      | Jojogi Nemzeti Sportcsarnok, Tokió Játékvezetők: Fonseca, Santos (POR) |
| 2021. augusztus 2. 19:30 (12:30) | 5× 1×             | Jegyzőkönyv | 3× 2×            | Jojogi Nemzeti Sportcsarnok, Tokió Játékvezetők: Fonseca, Santos (POR) |

| 2021. augusztus 2. 21:30 (14:30) | Norvégia (NOR) | 37–25       | Japán (JPN)       | Jojogi Nemzeti Sportcsarnok, Tokió Játékvezetők: El-Saied, El-Saied (EGY) |
| 2021. augusztus 2. 21:30 (14:30) | Frafjord 6     | (16–11)     | Ójama, Jokosima 5 | Jojogi Nemzeti Sportcsarnok, Tokió Játékvezetők: El-Saied, El-Saied (EGY) |
| 2021. augusztus 2. 21:30 (14:30) | 3×             | Jegyzőkönyv | 1× 2×             | Jojogi Nemzeti Sportcsarnok, Tokió Játékvezetők: El-Saied, El-Saied (EGY) |

### B csoport
| Hely. | Csapat                                       | M | Gy | D | V | G+  | G–  | Gk  | P | Továbbjutás |
| ----- | -------------------------------------------- | - | -- | - | - | --- | --- | --- | - | ----------- |
| 1.    | Svédország (SWE)                             | 5 | 3  | 1 | 1 | 152 | 133 | +19 | 7 | Negyeddöntő |
| 2.    | Az Orosz Olimpiai Bizottság versenyzői (ROC) | 5 | 3  | 1 | 1 | 148 | 149 | −1  | 7 | Negyeddöntő |
| 3.    | Franciaország (FRA)                          | 5 | 2  | 1 | 2 | 139 | 135 | +4  | 5 | Negyeddöntő |
| 4.    | Magyarország (HUN)                           | 5 | 2  | 0 | 3 | 142 | 149 | −7  | 4 | Negyeddöntő |
| 5.    | Spanyolország (ESP)                          | 5 | 2  | 0 | 3 | 135 | 142 | −7  | 4 |             |
| 6.    | Brazília (BRA)                               | 5 | 1  | 1 | 3 | 133 | 141 | −8  | 3 |             |

1. 1 2  Svédország 36–24 Orosz Olimpiai Bizottság versenyzői
2. 1 2  Magyarország 29–25 Spanyolország

| 2021. július 25. 11:00 (4:00) | Az Orosz Olimpiai Bizottság versenyzői (ROC) | 24–24       | Brazília (BRA) | Jojogi Nemzeti Sportcsarnok, Tokió Játékvezetők: Fonseca, Santos (POR) |
| 2021. július 25. 11:00 (4:00) | Iljina 6                                     | (14–12)     | De Paula 7     | Jojogi Nemzeti Sportcsarnok, Tokió Játékvezetők: Fonseca, Santos (POR) |
| 2021. július 25. 11:00 (4:00) | 3× 2×                                        | Jegyzőkönyv | 4× 1×          | Jojogi Nemzeti Sportcsarnok, Tokió Játékvezetők: Fonseca, Santos (POR) |

| 2021. július 25. 19:30 (12:30) | Spanyolország (ESP) | 24–31       | Svédország (SWE) | Jojogi Nemzeti Sportcsarnok, Tokió Játékvezetők: Koo, Lee (KOR) |
| 2021. július 25. 19:30 (12:30) | Pena 7              | (9–13)      | Hansson 6        | Jojogi Nemzeti Sportcsarnok, Tokió Játékvezetők: Koo, Lee (KOR) |
| 2021. július 25. 19:30 (12:30) | 3× 1×               | Jegyzőkönyv | 2×               | Jojogi Nemzeti Sportcsarnok, Tokió Játékvezetők: Koo, Lee (KOR) |

| 2021. július 25. 21:30 (14:30) | Magyarország (HUN) | 29–30       | Franciaország (FRA) | Jojogi Nemzeti Sportcsarnok, Tokió Játékvezetők: Hansen, Madsen (DEN) |
| 2021. július 25. 21:30 (14:30) | Vámos 7            | (12–15)     | Zaadi 10            | Jojogi Nemzeti Sportcsarnok, Tokió Játékvezetők: Hansen, Madsen (DEN) |
| 2021. július 25. 21:30 (14:30) | 3×                 | Jegyzőkönyv | 4× 1×               | Jojogi Nemzeti Sportcsarnok, Tokió Játékvezetők: Hansen, Madsen (DEN) |

| 2021. július 27. 11:00 (4:00) | Brazília (BRA) | 33–27       | Magyarország (HUN) | Jojogi Nemzeti Sportcsarnok, Tokió Játékvezetők: Koo, Lee (KOR) |
| 2021. július 27. 11:00 (4:00) | Belo, Vieira 7 | (17–11)     | Schatzl 7          | Jojogi Nemzeti Sportcsarnok, Tokió Játékvezetők: Koo, Lee (KOR) |
| 2021. július 27. 11:00 (4:00) | 4× 1×          | Jegyzőkönyv | 3×                 | Jojogi Nemzeti Sportcsarnok, Tokió Játékvezetők: Koo, Lee (KOR) |

| 2021. július 27. 14:15 (7:15) | Svédország (SWE) | 36–24       | Az Orosz Olimpiai Bizottság versenyzői (ROC) | Jojogi Nemzeti Sportcsarnok, Tokió Játékvezetők: El-Saied, El-Saied (EGY) |
| 2021. július 27. 14:15 (7:15) | Strömberg 8      | (15–9)      | Vegyohina 5                                  | Jojogi Nemzeti Sportcsarnok, Tokió Játékvezetők: El-Saied, El-Saied (EGY) |
| 2021. július 27. 14:15 (7:15) | 1×               | Jegyzőkönyv | 4× 1×                                        | Jojogi Nemzeti Sportcsarnok, Tokió Játékvezetők: El-Saied, El-Saied (EGY) |

| 2021. július 27. 21:30 (14:30) | Franciaország (FRA) | 25–28       | Spanyolország (ESP) | Jojogi Nemzeti Sportcsarnok, Tokió Játékvezetők: Brunner, Salah (SUI) |
| 2021. július 27. 21:30 (14:30) | Coatanea, Pineau 5  | (12–12)     | Martín 6            | Jojogi Nemzeti Sportcsarnok, Tokió Játékvezetők: Brunner, Salah (SUI) |
| 2021. július 27. 21:30 (14:30) | 3× 2×               | Jegyzőkönyv | 5× 2×               | Jojogi Nemzeti Sportcsarnok, Tokió Játékvezetők: Brunner, Salah (SUI) |

| 2021. július 29. 11:00 (4:00) | Spanyolország (ESP) | 27–23       | Brazília (BRA) | Jojogi Nemzeti Sportcsarnok, Tokió Játékvezetők: Hansen, Madsen (DEN) |
| 2021. július 29. 11:00 (4:00) | Pena 7              | (13–13)     | de Paula 8     | Jojogi Nemzeti Sportcsarnok, Tokió Játékvezetők: Hansen, Madsen (DEN) |
| 2021. július 29. 11:00 (4:00) | 1× 1×               | Jegyzőkönyv | 3× 1×          | Jojogi Nemzeti Sportcsarnok, Tokió Játékvezetők: Hansen, Madsen (DEN) |

| 2021. július 29. 19:30 (12:30) | Magyarország (HUN) | 31–38       | Az Orosz Olimpiai Bizottság versenyzői (ROC) | Jojogi Nemzeti Sportcsarnok, Tokió Játékvezetők: Brunner, Salah (SUI) |
| 2021. július 29. 19:30 (12:30) | Klujber 9          | (17–22)     | Dmitrijeva 7                                 | Jojogi Nemzeti Sportcsarnok, Tokió Játékvezetők: Brunner, Salah (SUI) |
| 2021. július 29. 19:30 (12:30) | 5× 1×              | Jegyzőkönyv | 5× 1×                                        | Jojogi Nemzeti Sportcsarnok, Tokió Játékvezetők: Brunner, Salah (SUI) |

| 2021. július 29. 21:30 (14:30) | Svédország (SWE) | 28–28       | Franciaország (FRA) | Jojogi Nemzeti Sportcsarnok, Tokió Játékvezetők: Fonseca, Santos (POR) |
| 2021. július 29. 21:30 (14:30) | Strömberg 7      | (16–17)     | Foppa 6             | Jojogi Nemzeti Sportcsarnok, Tokió Játékvezetők: Fonseca, Santos (POR) |
| 2021. július 29. 21:30 (14:30) | 3× 1×            | Jegyzőkönyv | 4× 1×               | Jojogi Nemzeti Sportcsarnok, Tokió Játékvezetők: Fonseca, Santos (POR) |

| 2021. július 31. 14:15 (7:15) | Az Orosz Olimpiai Bizottság versenyzői (ROC) | 28–27       | Franciaország (FRA) | Jojogi Nemzeti Sportcsarnok, Tokió Játékvezetők: Hansen, Madsen (DEN) |
| 2021. július 31. 14:15 (7:15) | Iljina 9                                     | (15–17)     | Pineau 9            | Jojogi Nemzeti Sportcsarnok, Tokió Játékvezetők: Hansen, Madsen (DEN) |
| 2021. július 31. 14:15 (7:15) | 1× 2×                                        | Jegyzőkönyv | 2× 1×               | Jojogi Nemzeti Sportcsarnok, Tokió Játékvezetők: Hansen, Madsen (DEN) |

| 2021. július 31. 16:15 (9:15) | Brazília (BRA) | 31–34       | Svédország (SWE)   | Jojogi Nemzeti Sportcsarnok, Tokió Játékvezetők: Koo, Lee (KOR) |
| 2021. július 31. 16:15 (9:15) | Nascimento 7   | (13–15)     | Roberts, Hansson 6 | Jojogi Nemzeti Sportcsarnok, Tokió Játékvezetők: Koo, Lee (KOR) |
| 2021. július 31. 16:15 (9:15) | 4× 1×          | Jegyzőkönyv | 5×                 | Jojogi Nemzeti Sportcsarnok, Tokió Játékvezetők: Koo, Lee (KOR) |

| 2021. július 31. 19:30 (12:30) | Magyarország (HUN) | 29–25   | Spanyolország (ESP) | Jojogi Nemzeti Sportcsarnok, Tokió Játékvezetők: Fonseca, Santos (POR) |
| 2021. július 31. 19:30 (12:30) | Vámos, Klujber 6   | (14–11) | Martín, Gutiérrez 5 | Jojogi Nemzeti Sportcsarnok, Tokió Játékvezetők: Fonseca, Santos (POR) |
| 2021. július 31. 19:30 (12:30) | Jegyzőkönyv        |         |                     | Jojogi Nemzeti Sportcsarnok, Tokió Játékvezetők: Fonseca, Santos (POR) |

| 2021. augusztus 2. 11:00 (4:00) | Franciaország (FRA) | 29–22       | Brazília (BRA)  | Jojogi Nemzeti Sportcsarnok, Tokió Játékvezetők: Lah, Sok (SLO) |
| 2021. augusztus 2. 11:00 (4:00) | Lassource, Pineau 4 | (17–11)     | Do Nascimento 6 | Jojogi Nemzeti Sportcsarnok, Tokió Játékvezetők: Lah, Sok (SLO) |
| 2021. augusztus 2. 11:00 (4:00) | 2×                  | Jegyzőkönyv | 2×              | Jojogi Nemzeti Sportcsarnok, Tokió Játékvezetők: Lah, Sok (SLO) |

| 2021. augusztus 2. 14:15 (7:15) | Spanyolország (ESP) | 31–34       | Az Orosz Olimpiai Bizottság versenyzői (ROC) | Jojogi Nemzeti Sportcsarnok, Tokió Játékvezetők: Hansen, Madsen (DEN) |
| 2021. augusztus 2. 14:15 (7:15) | López 7             | (17–18)     | Vjahireva 7                                  | Jojogi Nemzeti Sportcsarnok, Tokió Játékvezetők: Hansen, Madsen (DEN) |
| 2021. augusztus 2. 14:15 (7:15) | 1× 1×               | Jegyzőkönyv | 2×                                           | Jojogi Nemzeti Sportcsarnok, Tokió Játékvezetők: Hansen, Madsen (DEN) |

| 2021. augusztus 2. 16:15 (9:15) | Magyarország (HUN) | 26–23       | Svédország (SWE)  | Jojogi Nemzeti Sportcsarnok, Tokió Játékvezetők: García, Paolantoni (ARG) |
| 2021. augusztus 2. 16:15 (9:15) | öt játékos 4       | (15–15)     | Carlson, Hagman 5 | Jojogi Nemzeti Sportcsarnok, Tokió Játékvezetők: García, Paolantoni (ARG) |
| 2021. augusztus 2. 16:15 (9:15) | 1× 1×              | Jegyzőkönyv | 5×                | Jojogi Nemzeti Sportcsarnok, Tokió Játékvezetők: García, Paolantoni (ARG) |

## Egyenes kieséses szakasz
|  |              |                                              |                                              |                                              |    |                                              |                                              |                |                |               |               |       |       |
|  | Negyeddöntők | Negyeddöntők                                 | Negyeddöntők                                 |                                              |    | Elődöntők                                    | Elődöntők                                    | Elődöntők      |                |               | Döntő         | Döntő | Döntő |
|  | Negyeddöntők | Negyeddöntők                                 | Negyeddöntők                                 |                                              |    | Elődöntők                                    | Elődöntők                                    | Elődöntők      |                |               | Döntő         | Döntő | Döntő |
|  | augusztus 4. |                                              |                                              |                                              |    |                                              |                                              |                |                |               |               |       |       |
|  |              |                                              |                                              |                                              |    |                                              |                                              |                |                |               |               |       |       |
|  | A1           | Norvégia (NOR)                               | 26                                           |                                              |    |                                              |                                              |                |                |               |               |       |       |
|  | A1           | Norvégia (NOR)                               | 26                                           | augusztus 6.                                 |    |                                              |                                              |                |                |               |               |       |       |
|  | B4           | Magyarország (HUN)                           | 22                                           |                                              |    |                                              |                                              |                |                |               |               |       |       |
|  | B4           | Magyarország (HUN)                           | 22                                           |                                              |    | Norvégia (NOR)                               | Norvégia (NOR)                               | 26             |                |               |               |       |       |
|  | augusztus 4. |                                              |                                              |                                              |    | Norvégia (NOR)                               | Norvégia (NOR)                               | 26             |                |               |               |       |       |
|  |              |                                              | Az Orosz Olimpiai Bizottság versenyzői (ROC) | Az Orosz Olimpiai Bizottság versenyzői (ROC) | 27 |                                              |                                              |                |                |               |               |       |       |
|  | A3           | Montenegró (MNE)                             | Az Orosz Olimpiai Bizottság versenyzői (ROC) | Az Orosz Olimpiai Bizottság versenyzői (ROC) | 27 | 26                                           |                                              |                |                |               |               |       |       |
|  | A3           | Montenegró (MNE)                             |                                              |                                              |    | 26                                           | augusztus 8.                                 |                |                |               |               |       |       |
|  | B2           | Az Orosz Olimpiai Bizottság versenyzői (ROC) | 32                                           |                                              |    |                                              |                                              |                |                |               |               |       |       |
|  | B2           | Az Orosz Olimpiai Bizottság versenyzői (ROC) | 32                                           |                                              |    | Az Orosz Olimpiai Bizottság versenyzői (ROC) | Az Orosz Olimpiai Bizottság versenyzői (ROC) | 25             |                |               |               |       |       |
|  | augusztus 4. |                                              |                                              |                                              |    | Az Orosz Olimpiai Bizottság versenyzői (ROC) | Az Orosz Olimpiai Bizottság versenyzői (ROC) | 25             |                |               |               |       |       |
|  |              |                                              | Franciaország (FRA)                          | Franciaország (FRA)                          | 30 |                                              |                                              |                |                |               |               |       |       |
|  | B3           | Franciaország (FRA)                          | Franciaország (FRA)                          | Franciaország (FRA)                          | 30 | 32                                           |                                              |                |                |               |               |       |       |
|  | B3           | Franciaország (FRA)                          | augusztus 6.                                 |                                              |    | 32                                           |                                              |                |                |               |               |       |       |
|  | A2           | Hollandia (NED)                              | 22                                           |                                              |    |                                              |                                              |                |                |               |               |       |       |
|  | A2           | Hollandia (NED)                              | 22                                           |                                              |    | Franciaország (FRA)                          | Franciaország (FRA)                          | 29             | Bronzmérkőzés  | Bronzmérkőzés | Bronzmérkőzés |       |       |
|  | augusztus 4. |                                              |                                              |                                              |    | Franciaország (FRA)                          | Franciaország (FRA)                          | 29             | Bronzmérkőzés  | Bronzmérkőzés | Bronzmérkőzés |       |       |
|  |              |                                              | Svédország (SWE)                             | Svédország (SWE)                             | 27 |                                              |                                              | augusztus 8.   | augusztus 8.   | augusztus 8.  |               |       |       |
|  | B1           | Svédország (SWE)                             | Svédország (SWE)                             | Svédország (SWE)                             | 27 | 39                                           |                                              | augusztus 8.   | augusztus 8.   | augusztus 8.  |               |       |       |
|  | B1           | Svédország (SWE)                             |                                              |                                              |    |                                              |                                              | Norvégia (NOR) | Norvégia (NOR) | 36            |               |       |       |
|  | A4           | Dél-Korea (KOR)                              | 30                                           |                                              |    |                                              |                                              | Norvégia (NOR) | Norvégia (NOR) | 36            |               |       |       |
|  | A4           | Dél-Korea (KOR)                              | 30                                           |                                              |    | Svédország (SWE)                             | Svédország (SWE)                             | 19             |                |               |               |       |       |
|  |              |                                              |                                              |                                              |    | Svédország (SWE)                             | Svédország (SWE)                             | 19             |                |               |               |       |       |

### Negyeddöntők
| 2021. augusztus 4. 9:30 (2:30) | Montenegró (MNE) | 26–32       | Az Orosz Olimpiai Bizottság versenyzői (ROC) | Jojogi Nemzeti Sportcsarnok, Tokió Játékvezetők: Kurtagic, Wetterwik (SWE) |
| 2021. augusztus 4. 9:30 (2:30) | Radičević 10     | (15–17)     | Vjahireva 8                                  | Jojogi Nemzeti Sportcsarnok, Tokió Játékvezetők: Kurtagic, Wetterwik (SWE) |
| 2021. augusztus 4. 9:30 (2:30) | 1× 1×            | Jegyzőkönyv | 7×                                           | Jojogi Nemzeti Sportcsarnok, Tokió Játékvezetők: Kurtagic, Wetterwik (SWE) |

| 2021. augusztus 4. 13:15 (6:15) | Norvégia (NOR)  | 26–22       | Magyarország (HUN) | Jojogi Nemzeti Sportcsarnok, Tokió Játékvezetők: Bonaventura, Bonaventura (FRA) |
| 2021. augusztus 4. 13:15 (6:15) | Brattset Dale 7 | (12–10)     | Zácsik 5           | Jojogi Nemzeti Sportcsarnok, Tokió Játékvezetők: Bonaventura, Bonaventura (FRA) |
| 2021. augusztus 4. 13:15 (6:15) |                 | Jegyzőkönyv | 2×                 | Jojogi Nemzeti Sportcsarnok, Tokió Játékvezetők: Bonaventura, Bonaventura (FRA) |

| 2021. augusztus 4. 17:00 (10:00) | Svédország (SWE) | 39–30       | Dél-Korea (KOR)                   | Jojogi Nemzeti Sportcsarnok, Tokió Játékvezetők: Alpaidze, Berezkina (RUS) |
| 2021. augusztus 4. 17:00 (10:00) | három játékos 6  | (21–13)     | Kang Gjongmin (Kang Gyeong-min) 8 | Jojogi Nemzeti Sportcsarnok, Tokió Játékvezetők: Alpaidze, Berezkina (RUS) |
| 2021. augusztus 4. 17:00 (10:00) | 3× 1×            | Jegyzőkönyv | 4×                                | Jojogi Nemzeti Sportcsarnok, Tokió Játékvezetők: Alpaidze, Berezkina (RUS) |

| 2021. augusztus 4. 20:45 (13:45) | Franciaország (FRA) | 32–22       | Hollandia (NED) | Jojogi Nemzeti Sportcsarnok, Tokió Játékvezetők: Hansen, Madsen (DEN) |
| 2021. augusztus 4. 20:45 (13:45) | Flippes 6           | (19–11)     | Malestein 5     | Jojogi Nemzeti Sportcsarnok, Tokió Játékvezetők: Hansen, Madsen (DEN) |
| 2021. augusztus 4. 20:45 (13:45) | 1×                  | Jegyzőkönyv | 4×              | Jojogi Nemzeti Sportcsarnok, Tokió Játékvezetők: Hansen, Madsen (DEN) |

### Elődöntők
| 2021. augusztus 6. 17:00 (10:00) | Franciaország (FRA) | 29–27       | Svédország (SWE)    | Jojogi Nemzeti Sportcsarnok, Tokió Játékvezetők: Lah, Sok (SLO) |
| 2021. augusztus 6. 17:00 (10:00) | Zaadi 7             | (15–14)     | Carlson, Westberg 5 | Jojogi Nemzeti Sportcsarnok, Tokió Játékvezetők: Lah, Sok (SLO) |
| 2021. augusztus 6. 17:00 (10:00) | 6× 1×               | Jegyzőkönyv | 4× 1×               | Jojogi Nemzeti Sportcsarnok, Tokió Játékvezetők: Lah, Sok (SLO) |

| 2021. augusztus 6. 21:00 (14:00) | Norvégia (NOR) | 26–27       | Az Orosz Olimpiai Bizottság versenyzői (ROC) | Jojogi Nemzeti Sportcsarnok, Tokió Játékvezetők: Bonaventura, Bonaventura (FRA) |
| 2021. augusztus 6. 21:00 (14:00) | Mørk 10        | (11–14)     | Vjahireva 9                                  | Jojogi Nemzeti Sportcsarnok, Tokió Játékvezetők: Bonaventura, Bonaventura (FRA) |
| 2021. augusztus 6. 21:00 (14:00) | 4× 1×          | Jegyzőkönyv | 3× 1×                                        | Jojogi Nemzeti Sportcsarnok, Tokió Játékvezetők: Bonaventura, Bonaventura (FRA) |

### Bronzmérkőzés
| 2021. augusztus 8. 11:00 (4:00) | Norvégia (NOR)   | 36–19       | Svédország (SWE)    | Jojogi Nemzeti Sportcsarnok, Tokió Játékvezetők: Alpaidze, Berezkina (RUS) |
| 2021. augusztus 8. 11:00 (4:00) | Brattset, Mørk 8 | (19–7)      | Carlson, Westberg 4 | Jojogi Nemzeti Sportcsarnok, Tokió Játékvezetők: Alpaidze, Berezkina (RUS) |
| 2021. augusztus 8. 11:00 (4:00) | 3× 1×            | Jegyzőkönyv | 3×                  | Jojogi Nemzeti Sportcsarnok, Tokió Játékvezetők: Alpaidze, Berezkina (RUS) |

### Döntő
| 2021. augusztus 8. 15:00 (8:00) | Az Orosz Olimpiai Bizottság versenyzői (ROC) | 25–30       | Franciaország (FRA) | Jojogi Nemzeti Sportcsarnok, Tokió Játékvezetők: Lah, Sok (SLO) |
| 2021. augusztus 8. 15:00 (8:00) | Vegyohina 7                                  | (13–15)     | Foppa, Pineau 7     | Jojogi Nemzeti Sportcsarnok, Tokió Játékvezetők: Lah, Sok (SLO) |
| 2021. augusztus 8. 15:00 (8:00) | 5× 1×                                        | Jegyzőkönyv | 5× 1×               | Jojogi Nemzeti Sportcsarnok, Tokió Játékvezetők: Lah, Sok (SLO) |

| A 2020. évi nyári olimpiai játékok női kézilabdatornájának olimpiai bajnoka |
| · FRANCIAORSZÁG · 1. cím                                                    |
| --------------------------------------------------------------------------- |

## Végeredmény
| Helyezés | Csapat                                       |
| -------- | -------------------------------------------- |
| Arany    | Franciaország (FRA)                          |
| Ezüst    | Az Orosz Olimpiai Bizottság versenyzői (ROC) |
| Bronz    | Norvégia (NOR)                               |
| 4.       | Svédország (SWE)                             |
| 5.       | Hollandia (NED)                              |
| 6.       | Montenegró (MNE)                             |
| 7.       | Magyarország (HUN)                           |
| 8.       | Dél-Korea (KOR)                              |
| 9.       | Spanyolország (ESP)                          |
| 10.      | Angola (ANG)                                 |
| 11.      | Brazília (BRA)                               |
| 12.      | Japán (JPN)                                  |

## Díjak

### All-Star Team
A torna álomcsapatát 2021. augusztus 8-án hirdették ki.
| Posz       | Név                     |
| ---------- | ----------------------- |
| Kapus      | Katrine Lunde (NOR)     |
| Balszélső  | Polina Kuznyecova (ROC) |
| Balátlövő  | Jamina Roberts (SWE)    |
| Irányító   | Grâce Zaadi (FRA)       |
| Jobbátlövő | Anna Vjahireva (ROC)    |
| Jobbszélső | Laura Flippes (FRA)     |
| Beálló     | Pauletta Foppa (FRA)    |

### További díjak
| Díj       | Játékos              |
| --------- | -------------------- |
| MVP       | Anna Vjahireva (ROC) |
| Gólkirály | Nora Mørk (NOR)      |

## Statisztikák

### Góllövőlista
Sorrend szabályai: 1) gólok; 2) hatékonyság
| #           | név                | csapat                                       | gólok | lövések | %  |
| ----------- | ------------------ | -------------------------------------------- | ----- | ------- | -- |
| 1.          | Nora Mørk          | Norvégia                                     | 52    | 72      | 72 |
| 2.          | Jovanka Radičević  | Montenegró                                   | 46    | 57      | 81 |
| 3.          | Anna Vjahireva     | Az Orosz Olimpiai Bizottság versenyzői (ROC) | 43    | 70      | 61 |
| 4.          | Jamina Roberts     | Svédország                                   | 39    | 59      | 66 |
| 5.          | Jekatyerina Iljina | Az Orosz Olimpiai Bizottság versenyzői (ROC) | 35    | 49      | 71 |
| 6.          | Pauletta Foppa     | Franciaország                                | 34    | 42      | 81 |
| 7.          | Carin Strömberg    | Svédország                                   | 34    | 62      | 55 |
| 8.          | Kari Brattset Dale | Norvégia                                     | 33    | 43      | 77 |
| 9.          | Daria Dmitrieva    | Az Orosz Olimpiai Bizottság versenyzői (ROC) | 33    | 54      | 61 |
| 10.         | Grâce Zaadi        | Franciaország                                | 33    | 55      | 60 |
| Forrás: IHF |                    |                                              |       |         |    |

### Kapusok teljesítménye
Sorrend szabályai: 1) hatékonyság; 2) védések; 3) lövések
| #          | név               | csapat                                       | %    | védések | lövések |
| ---------- | ----------------- | -------------------------------------------- | ---- | ------- | ------- |
| 1.         | Katrine Lunde     | Norvégia                                     | 37,5 | 45      | 120     |
| 2.         | Itano Minami      | Japán                                        | 36,7 | 18      | 49      |
| 3.         | Jessica Ryde      | Svédország                                   | 35,2 | 31      | 81      |
| 4.         | Hauge Szakura     | Japán                                        | 33,7 | 56      | 166     |
| 5.         | Silje Solberg     | Norvégia                                     | 33,6 | 47      | 140     |
| 6.         | Silvia Navarro    | Spanyolország                                | 32,6 | 44      | 135     |
| 7.         | Amandine Leynaud  | Franciaország                                | 31,1 | 47      | 151     |
| 8.         | Cléopâtre Darleux | Franciaország                                | 30,9 | 34      | 110     |
| 9.         | Anna Szedojkina   | Az Orosz Olimpiai Bizottság versenyzői (ROC) | 29,6 | 42      | 142     |
| 10.        | Bíró Blanka       | Magyarország                                 | 28,2 | 50      | 177     |
| Forrás:IHF |                   |                                              |      |         |         |